# Beau Willimon
Pack Beauregard (« Beau ») Willimon, né le 26 octobre 1977 à Alexandria (Virginie), est un dramaturge et scénariste américain.

## Biographie
Né à Alexandria en Virginie, Willimon a obtenu son diplôme d'études secondaires au lycée John Burroughs en 1995, son baccalauréat de l'université Columbia en 1999, et l'AMF en écriture dramatique de Columbia School of the Arts en 2003. Son professeur d'art dramatique au lycée John-Burroughs était Jon Hamm.
Willimon a travaillé comme bénévole en 1998 pour la campagne sénatoriale de Chuck Schumer, qui l'a conduit à être employé pour les campagnes de Hillary Clinton, Bill Bradley et Howard Dean.
En 2012, il écrit pour Netflix le scénario de House of Cards, l'adaptation américaine de la série éponyme de la BBC. Elle est produite par David Fincher et Kevin Spacey, et incarnée par ce dernier et Robin Wright.
Il crée en 2018, pour Hulu, la série The First, sur la conquête spatiale de la planète Mars, dans un futur proche. Sean Penn et Natascha McElhone en sont les interprètes principaux.

## Filmographie

### Scénariste

#### Cinéma
- 2011 : Les Marches du pouvoir (The Ides of March) de George Clooney
- 2018 : Marie Stuart, reine d'Écosse (Mary Queen of Scots) de Josie Rourke

#### Télévision
- 2013-2018 : House of Cards
- 2018 : The First
- 2022 : Andor